# Hilfswerk Oppau
Das Hilfswerk Oppau wurde nach der Explosion des Oppauer Stickstoffwerkes am 30. September 1921 von der Bayerischen Staatsregierung gegründet, um die Hilfsleistungen für die in der bayrischen Pfalz gelegene Gemeinde Oppau zu koordinieren. Das Hilfswerk wurde vom bayerischen Staatskommissar und späteren bayerischen Innenminister Karl Stützel geleitet, welchem 1924 für seinen Einsatz die Ehrenbürgerwürde der Stadt Oppau verliehen wurde.

## Geschichte
Am Morgen des 21. September 1921 kam es im Oppauer Werk der Badischen Anilin und Sodafabrik zu dem schwersten Explosionsunglück in der Geschichte der deutschen chemischen Industrie, bei dem nach offiziellen Angaben 559 Personen getötet oder dauerhaft vermisst und 1977 Personen verletzt wurden.
Am 24. September 1921 wurde durch das Reichsarbeitsministerium der Reichshilfsausschuss für Ludwigshafen-Oppau gegründet, der aus Vertretern der Reichsregierung, sowie den bayrischen, badischen, hessischen und preußischen Regierungen, des deutschen Städtetages, des Deutschen Roten Kreuzes, der Industrie, der Angestellten- und Arbeitnehmerverbänden und der Presse bestand. Der Reichshilfsausschuss war insbesondere für die Berechnung der Sachschäden und die Weiterleitung der eingesammelten Hilfsgelder an das Hilfswerk zuständig.
Der Ministerialrat Karl Stützel, welcher auf Veranlassung des bayrischen Staatsministeriums für Soziale Fürsorge nach Oppau reiste, stellte am 26. September den Vertretern von staatlichen Behörden und Gemeinden ein Konzept für eine Hilfsorganisation vor. Am 30. September wurde Eduard Nortz zum Staatskommissar des Hilfswerk Oppau ernannt, welchem Karl Stützel aber bereits Mitte Oktober 1921 nachfolgte. Als Organ des Reichshilfsausschusses erhielt und verwaltete der Staatskommissar des Hilfswerk Oppau die gesammelten Spendengelder und vertrat die Interessen der Opfer gegenüber der BASF aber auch gegenüber Reichs- und Staatsstellen. Ihm unterstand der Haupthilfsausschuß für Oppau mit Finanz-, Bau-, Presse- und Wohlfahrtsausschuss (letzterer bestehend aus den Abteilungen Ernährung, Unterbringung und Bekleidung und Einrichtung). Der Unterbringungsausschuss veranlasste die Unterbringung von zunächst in Schulen aufgenommenen Obdachlosen in festen Baracken. Der Ernährungsausschuss übernahm die Verteilung der eingehenden Lebensmittelspenden. Insgesamt 829 Waisenkinder und Kinder von Verunglückten wurden in Pflegefamilien untergebracht oder in Erholungsorte geschickt.
Bis Mai 1922 wurden Spenden in Höhe von mehr als 38 Mio. Reichsmark eingesammelt. Weitere 70 Mio. Mark ergaben sich Ende 1921 auf laufenden Versicherungsverträgen.
Die durch die Explosion verursachte Schadenssumme wurde auf 321 Mio. Mark geschätzt. Zunächst gingen der Oppauer Bürgermeister Heinrich Süß und der Staatskommissar davon aus, dass die BASF einen Betrag von 450 Mio. Mark zahlen würde. Die erste Zahlung der Unternehmensführung im Dezember betrug aber gerade einmal 5 Mio. Reichsmark. Bis Dezember 1921 war die BASF auch noch dazu bereit, sofort einen Betrag von 200 Mio. Mark an das Hilfswerk Oppau unter der Bedingung zu spenden, dass Werksleitung und Betriebsleitung für das Unglück und die damit verbundenen Schadenersatzforderungen nicht verantwortlich gemacht werden. Leistungen sollten vom Hilfswerk an diejenigen gezahlt werden, die auf Ansprüche gegen die BASF verzichteten. Karl Stützel bestand dagegen auf einer rechtlichen Verpflichtung und Zahlung bis zum 15. Dezember, worauf die BASF das Angebot komplett zurückzog. Erst auf Druck von Reichsarbeitsminister Heinrich Brauns schlug die BASF nun als Kompromiss eine Summe von 100 Mio. Reichsmark, ohne rechtliche Verbindlichkeit, vor. Aus Sicht von Stützel und Brauns war das Angebot nicht akzeptabel und Stützel ging zu diesem Zeitpunkt noch davon aus, dass die BASF alle Schäden begleichen müsste. Der bayrische Ministerpräsident Hugo Lerchenfeld vermittelte am 16. Januar 1922 in einem Gespräch zwischen Stützel und dem Vorstandsvorsitzender der BASF Carl Bosch. In einer schriftlichen Zusicherung, in der auch weiterhin jegliche Verantwortung an der Explosion und damit jede Verpflichtung zur Wiedergutmachung abgelehnt wurde, erklärte die BASF sich bereit aus freien Stücken Mittel zur Wiedergutmachung an das Hilfswerk Oppau zu leisten. Nachdem am 10. April 1923 das Landgericht Frankenthal das Verfahren gegen die Unternehmensführung der BASF einstellte, da es keinen Nachweis auf eine Schuld oder fahrlässiges Verhalten gab, hatte man keine rechtliche Handhabe mehr, das Unternehmen zu Zahlungen zu zwingen.
Während die BASF für ihre Werksangehörigen und deren Hinterbliebenen aufkam, war das Hilfswerk Oppau für die Entschädigung von Nichtwerksangehörigen und deren Angehörigen zuständig. Das Hilfswerk zahlte Ende 1921 zunächst eine einmalige Abfindung und eine Rente, welche aber aufgrund der anhaltende Hyperinflation schon nach wenigen Monaten aufgestockt werden musste. Ende 1922 wurden die Rentenzahlungen eingestellt und Abfindungen gezahlt, die von der BASF unter der Bedingung einer Verzichtserklärung weiterer Forderungen um die gleiche Summe aufgestockt wurden. Nach dem Zusammenbruch des Währungssystems 1923 verhandelte Karl Stützel 1924 erneut mit der BASF, woraus diese zusagte in allen Fällen, in denen durch Tod oder Verletzung von Nichtwerksangehörigen der Anilinfabrik infolge der Explosion vom 21. September die Betroffenen oder ihre Hinterbliebenen in eine noch bestehende Notlage gebracht sind, dieser dadurch abzuhelfen, daß sie die Geschädigten entweder ab 1. Oktober 1924 wie ihre Werksangehörigen oder deren Hinterbliebenen in dauernde Rentenfürsorge nimmt, oder ihnen eine der Zeit entsprechende Geldabfindung gibt. Letztendlich zahlte das Hilfswerk ca. 100 Mio. Mark aus, davon ca. 38 Mio. Mark für Personenschäden, bevor es aufgrund fehlender weiterer Zahlungen der BASF am 30. November 1924 aufgelöst wurde.
Karl Stützel wurde zum 2. Juli 1924 zum bayrischen Innenminister ernannt und verließ das Hilfswerk. Er erhielt im selben Jahr die  Ehrenbürgerwürde und die neu erbaute Ringstrasse in Oppau wurde nach ihm benannt. Am 10. November 1925 gründete Stützel die Oppau-Gedächtnisstiftung. Das Kapital von 40 000 Mark stammte aus dem Verkauf von Baracken, die von der Reichsvermögensverwaltung bereitgestellt wurden.